# Tractat de Tunis
El tractat de Tunis és un document signat el 15 de maig de 1403 entre Martí l'Humà i Abu-Faris Abd-al-Aziz en resposta als atacs corsaris que havien afectat Torreblanca i altres llocs. El tractat incloïa acords per erradicar el corsarisme contra Tunis i per alliberar els captius, però es va mostrar ineficaç en la pràctica. Aquest tractat va seguir al fracàs de les croades liderades per Martí l'Humà contra Tedelis i Bona el 1398 i 1399.

## Antecedents
El 1398 i 1399, a conseqüència del saqueig de Torreblanca i altres atacs corsaris, Martí l'Humà realitzà dues croades contra Tedelis i Bona.

## El tractat
El fracàs de l'expedició forçà Martí l'Humà a signar un tractat de pau amb Abu-Faris Abd-al-Aziz en 15 de maig de 1403, que contenia acords explícits per erradicar el cors contra Tunis i per donar un camí d'alliberament als captius, però aviat es mostrà ineficaç.